# Svinklovene
Svinklovene er en række stejle, kløftede skrænter i Svinkløv Klitplantage ud mod Jammerbugt.
Skrænterne er den nordligste kant af et højdedrag, som omfatter Svinkløv og dele af Kollerup Plantage, og i stenalderen var en ø i havet, der dengang her stod fem-seks meter højere end i dag. Vest for Svinklovene var der tidligere et åbent sund, en kanal, som forbandt Limfjorden med Vesterhavet. Her sejlede skibe helt frem til 1200-tallet
Danmarks største indlandsskrænt, Lien, ligger i Jammerbugten - og består fra øst af Langdalen, Fosdalen, Slettestrand og afsluttes af netop Svinklovene. Deres kammede profil skyldes, at regnvandet har opløst det bløde skriveskridt, som de bølgende bakker består af. Tidligere stod kløfterne som kridhvide skår i skrænten – nogle steder er kridtet stadig blottet.
Svinklovene er også kendt fra tv-serien “Badehotellet,” hvor området har dannet kulisse til tv-serien.

## Vandreture
Der findes rig mulighed for mange helt unikke vandreture ved / i nærheden af Svinklovene. En af det mest kendte og berømte er vel nok Rød rute på ca. 5 km.: Begynd fra Svinkløv Badehotel og gå op langs skrænten af Svinklovene - men smuk udsigt over Jammerbugten. 

## Parkering
Det er muligt at parkere helt ude ved Svinklovene - ca. 2 km. før Svinkløv Badehotel er der en afmærket frakørsel.

## Galleri
- Udsyn fra toppen af Svinklovene
- Svinklovene en kold vinterdag
- Som en del af naturplejen er der i sommerhalvåret udsat heste til afgræsning af Svinklovene
- Paragliding